# Stanislav Nenashev
Stanislav Nenashev , né le 18 mars 1934 à Bakou, est un athlète azerbaïdjanais qui a concouru sous les couleurs de l'URSS dans les années 1950. Il a détenu le record du monde du lancer du marteau.

## Biographie
Le 12 décembre 1954, à Bakou, Stanislav Nenashev établit un nouveau record du monde du lancer du marteau avec 64,05 m, améliorant de 72 cm l'ancienne meilleure marque mondiale que détenait depuis quelques mois son compatriote Mikhail Krivonosov.